# Acta Philosophica
Acta Philosophica è una rivista internazionale di filosofia nata nel 1992.
Pubblicata fino al 2004 da Armando editore (Roma), dal 2005 viene edita da Fabrizio Serra Editore (Pisa - Roma), mantenendo la stessa linea editoriale a cura della Facoltà di Filosofia della Pontificia Università della Santa Croce. Il volume annuale è costituito da due fascicoli semestrali di circa 200 pagine ciascuno.
La rivista pubblica articoli in italiano, inglese, spagnolo e francese, concernenti le principali questioni del dibattito filosofico, con un particolare riferimento al dialogo tra filosofia e scienza, e alle diverse istanze che derivano dai rapporti tra ragione e fede, e tra la filosofia classica e il pensiero contemporaneo. Inoltre, viene dato notevole spazio alla presentazione delle opere filosofiche recenti.
Ogni fascicolo è strutturato nelle seguenti sezioni:
- Studi
- Note e commenti
- Forum
- Bibliografia tematica
- Recensioni
- Schede bibliografiche

Le bibliografie tematiche sono state dedicate ai seguenti temi: 
- Metafisica (II/1999) [collegamento interrotto], su actaphilosophica.it.
- La natura dei diversi tipi di amicizia (I/2000) [collegamento interrotto], su actaphilosophica.it.
- Affettività (II/2000), su actaphilosophica.it. URL consultato il 12 giugno 2014 (archiviato dall'url originale il 19 luglio 2014).
- Storia della filosofia (I/2001) [collegamento interrotto], su actaphilosophica.it.
- Etica aristotelica (II/2001) [collegamento interrotto], su actaphilosophica.it.
- Filosofia della mente e scienza cognitiva
- La filosofia di K. Wojtyla
- Antropologia del lavoro
- La filosofia morale di A. MacIntyre
- Feminist Philosophy

Annualmente, inoltre, è ospitata la sezione Forum, con un dibattito su un libro recente o su un argomento specifico. Tra gli argomenti affrontati, figurano i seguenti: 
- Fenomenologia dell'anima ed etica
- Identità e alterità in Paul Ricoeur
- Leggi di natura e norme morali in Hobbes
- La dottrina morale superiore di Fichte

Periodicamente nei fascicoli viene offerto un quaderno monografico; quelli pubblicati finora sono i seguenti: 
- Dio nella filosofia moderna (II/1994)
- Filosofie del XX secolo (II/1999)
- Un inedito sul caso Galilei (II/2001)
- Filosofia e famiglia (I/2004)
- Vivere la morte: l'eutanasia e le sue alternative (II/2006)
- Teoria dell'evoluzione e creazione (I/2008)
- Neuroscienze e libertà (II/2008)